# ぷりっぷり
『ぷりっぷり』は
1. 2002年10月4日から2005年3月25日まで東海テレビで放送された情報バラエティ番組。
2. 2021年2月26日から北海道テレビ放送で放送されているバラエティ番組。

本項では1について記載する

## 概要
東海テレビアナウンサーの清水美紀が、毎回様々な企業の新商品やテーマパークなどを1話完結形式のコミカルなストーリーに絡めながら紹介していた番組である。ほかに視聴者プレゼントの提供も行われていた。
清水は、普段のアナウンサーとしての顔のほかに「別の顔」を持ち合わせているという設定で出演していた。前期では、一年中サンタクロースの格好をした「美紀サンタ」が視聴者の願いを叶える展開と、ハイパーレディー「ウッチャーリーズエンジェル」が企業の依頼を受けて商品を売り込みに行く展開の2通りがあり、清水が様々なボケをかましながら目的を達成するドタバタコメディーを基調としていた。後期では、ウッチャーリーズエンジェルの流れを汲む「美紀エンジェル」が悪の軍団「ぽこぽこ団」の野望を阻止するために奮闘する展開が中心になっていった。

## 放送時間
時刻はいずれもJST。
- 毎週金曜 25:05 - 25:20 （2002年10月 - 2003年3月）
- 毎週金曜 25:00 - 25:15 （2003年4月 - 2005年3月） - 『LIVE 2003 ニュースJAPAN』の枠分割と縮小に伴い、以後は5分繰り上げて放送。

## 出演者

### 美紀エンジェルとその仲間
美紀サンタ → 美紀エンジェル
演 - 清水美紀（当時東海テレビアナウンサー）
前述の通り、前期では「美紀サンタ」として、後期では「美紀エンジェル」として出演。「美紀エンジェル7」と表記されることもあったが、これは美紀エンジェルがぽこぽこ団との激しい戦いで一度敗れ、街のみんなの応援でパワーアップして復活した美紀エンジェルのことを指していた。美紀エンジェル7になってからは背中の羽根を失っていたが、これはぽこぽこ団のボスとの戦いで敗れた際に羽根を奪われたためである。
ぷりィヌ
美紀エンジェルの行くところについて回る準レギュラー格の犬型ロボットで、AIBOを髣髴させる外観をしている。物知りで、文末を「なのだ。」で結ぶ口調が特徴的。犬型のロボットであるにもかかわらず、猫のような気ままな性格の持ち主。
美紀エンジェルロボ
手の平に乗るほどの大きさの鳥型ロボット。陸・海・空対応。美紀エンジェルは複数の美紀エンジェルロボを情報収集に使用していた。
美紀エンジェルのボス
声 - 不詳
番組はぽこぽこ団がストーリーの比重を大きく占めるまでは、美紀エンジェルが「ひみつ通信機」でボスと交信しながら指令を遂行していくスタイルで行われていた。姿を見せたことはなく、常に声のみの出演という形を取っていた。

### ぽこぽこ団
美紀エンジェルと敵対関係にある悪の軍団。番組内では単独で行動している場面ばかりが描かれていたので集団としてのイメージが無いが、東海テレビ主催の屋外イベント・東海テレビまつりで行われたぽこぽこ団ショウでは複数の団員の存在が確認された。
一般の団員は全身赤タイツを身にまとい、赤いベレー帽を被っていた。顔までタイツに覆われていたため、表情は分からなかった。「ぽこ」と聞こえる奇声のみを発し、それ以外は喋らない。そのままでは意味不明なので、ぽこぽこ団が発する言葉には字幕が付けられていた。美紀エンジェルやぷりィヌは彼らの言葉を理解でき、また、ぽこぽこ団側も日本語を理解できるので意志の疎通に支障はなかった。限られたぽこぽこ団にしか使えない「ぽこビーム」という技がある。
後期では、美紀エンジェルがひょんなことからぽこぽこ団が悪事を働いているその現場に邂逅した後、ぽこぽこ団が美紀エンジェルの機嫌を損ねてしまって彼女からパンチ1発で倒されたり、ぽこぽこ団自身が犯した間抜けなミスが原因で計画が失敗に終わったりというのがお決まりのパターンになっていた。
番組外でのエピソードとして、美紀エンジェルとともに『女性自身』誌上で“悪の軍団”として紹介されたことがある。
世界ぽこぽこ団化計画
ぽこぽこ団が遂行しようとしていた悪の計画で、世界中の人々を全員ぽこぽこ団員にしてしようというものだった。なぜ世界ぽこぽこ団化計画を行おうとしていたのかは最終回に明らかになった。
世界ぽこぽこ団化計画の全貌
地球の人々は平気で環境を破壊している。このままでは地球はダメになってしまう。そう考えたぽこぽこ団は、地球人全員を絶対に環境を破壊しないぽこぽこ団にしてしまおうと考えた。愛・地球博は、そんなぽこぽこ団の地球環境に対する意志を受け継いで始められたと考えられている。しかし、最終回でその計画を知った美紀エンジェルにパンチ1発でやっつけられてしまった。
ぽこぽこ団ショウ
前述の東海テレビまつりの会場で行われたショウ。ぽこぽこ団目線で行われていたため、美紀エンジェルはそれに敵対する悪役として描かれていた。ショウの終了後に行われた握手会では長蛇の列が出来、次に行われる予定だったステージが押してしまうほどの人気を博した。また、会場では「ぽっこぽーん」「ぽこのみやき」「ぽっこけーき」なる飲食物が販売された。